# Amfiteatre de Leptis Magna
L'amfiteatre de Leptis Magna és un amfiteatre romà construït l'any 56 durant el regnat de l'emperador Neró, en la cavitat d'una antiga pedrera de materials de construcció. Està situat a l'est de la ciutat romana de Leptis Magna, a alguns centenars de quilòmetres a l'est de Cartago (en l'actualitat prop de Trípoli, a Líbia). Està inscrit en la llista del Patrimoni de la Humanitat de la UNESCO des de l'any 1982 dins el conjunt «Leptis Magna».
L'amfiteatre podia allotjar unes 15.000 persones. La longitud total n'és de 121 metres al costat major i de 111 metres en el menor, i l'arena fa 57 metres de llarg per 47 metres d'ample.

## Situació
L'amfiteatre està situat a l'est de la ciutat antiga, excavat en un petit pujol, a una distància d'aproximadament un quilòmetre del uadi Lebda i del port. Està separat de la costa pel circ, al qual es connecta per un túnel de circulació.
Aquesta localització als afores del nucli urbà facilitava l'arribada i la dispersió de la multitud d'espectadors, que acudien de la ciutat i dels camps propers.

## Història
Una inscripció commemorativa permet datar amb precisió la inauguració de l'amfiteatre l'any 56, al principi del regnat de Neró.
En d'altres inscripcions llatines trobades en les ruïnes els magistrats de Leptis Magna rememoraven els espectacles celebrats a l'amfiteatre. Hi ha documentats combats de gladiadors en ocasió de les eleccions quinquennals, així com la provisió de deu animals salvatges o de quatre feres amb dents.

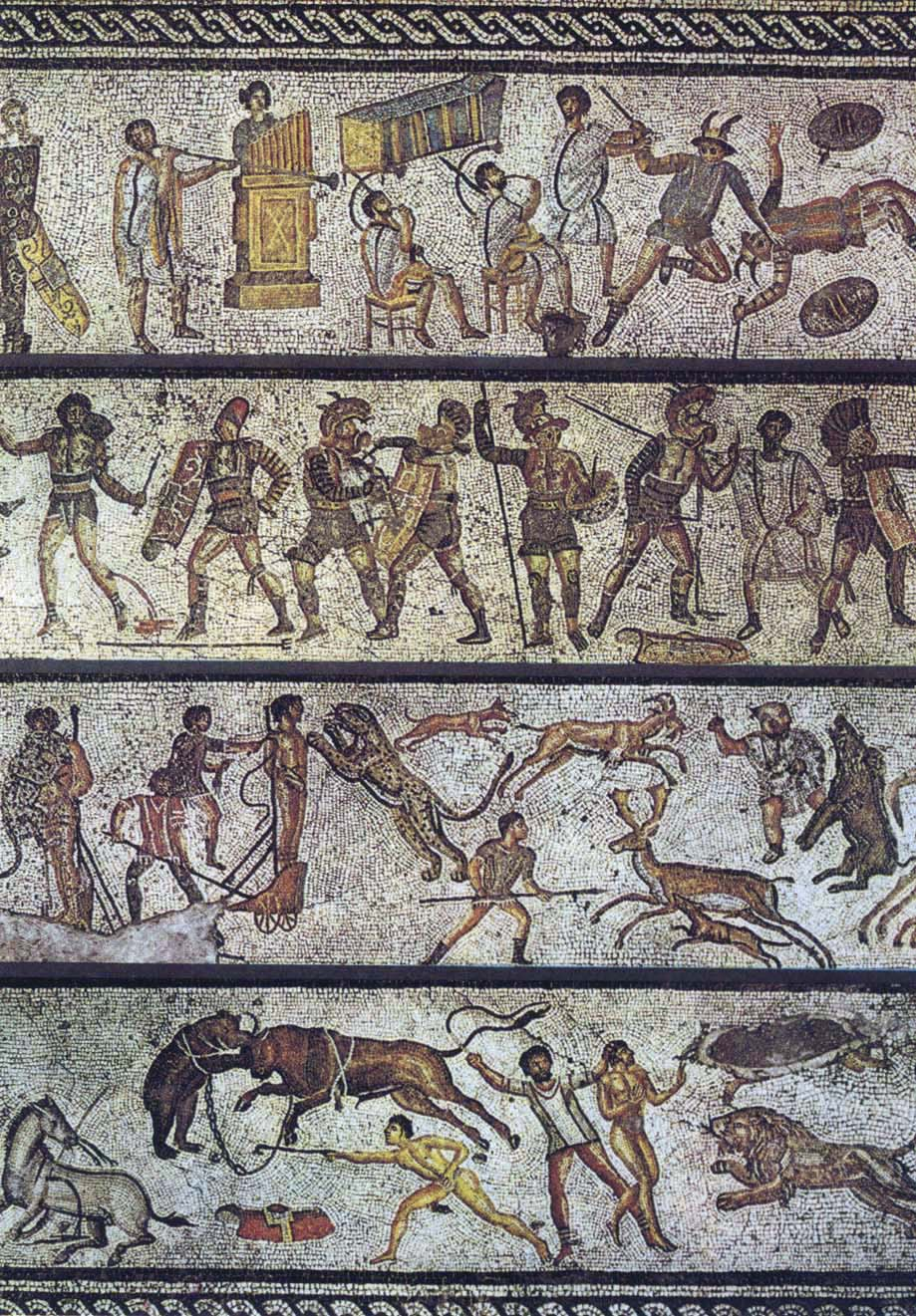
Mosaics de la vil·la romana de Zliten, que mostren els espectacles celebrats a l'amfiteatre

L'amfiteatre, com la resta de Leptis Magna, fou danyat pels intensos terratrèmols ocorreguts durant els anys 306 a 310. El 21 de juliol de 365, un altre sisme amb epicentre a Creta, seguit d'un tsunami, va devastar novament la ciutat. Reconstruïda posteriorment per Justinià I el 533, el centre urbà s'envoltà d'una muralla que deixava fora l'amfiteatre i el circ.
Leptis Magna va ser abandonada durant les invasions àrabs i l'amfiteatre va desaparèixer sota terra al llarg del temps. A principis del segle xx, Henri Méhier de Mathuisieulx va descobrir prop del circ una depressió ovalada d'aproximadament 80 metres de llarg en el seu eix major, encara que sense cap rastre de construcció, fet que el va fer dubtar que fos un amfiteatre.
Després de l'ocupació de Tripolitana a partir del 1911 per part d'Itàlia van començar les primeres excavacions arqueològiques. El 1912 es desenterrà, prop de l'amfiteatre, una estàtua que representava l'Àrtemis d'Efes. La seva imatge s'utilitzà en els segells de correus de la Itàlia colonial com a dea de l'Abundància, símbol de Tripolitana. L'afany per mostrar la grandesa de Roma durant el període feixista va fer que es disposessin considerables recursos per treure a la llum la ciutat antiga, desenterrar-ne l'amfiteatre i restaurar-ne una part de la graderia.

## Arquitectura

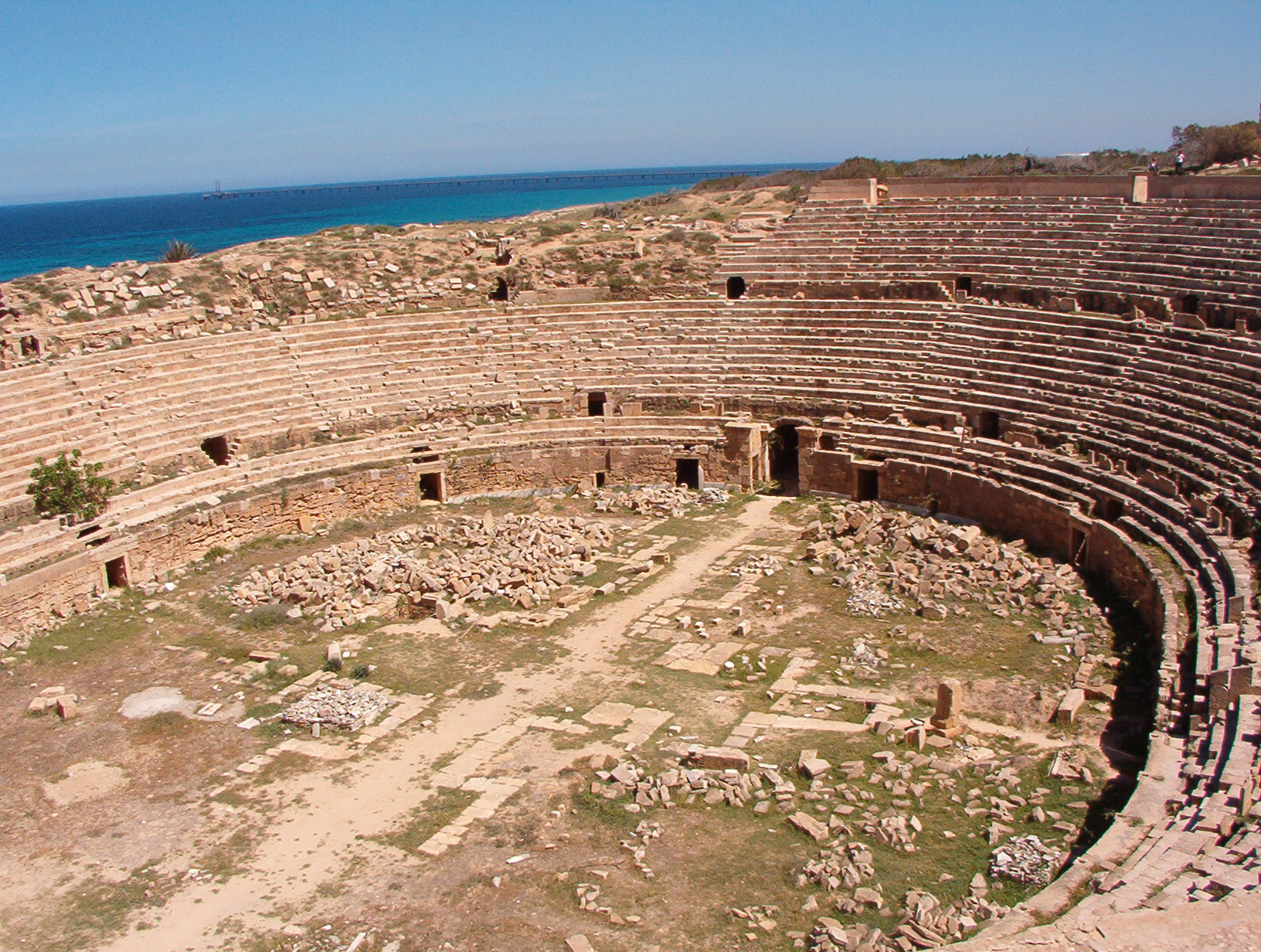
Vista aèria de part de l'amfiteatre on s'observa la disposició de l'arena, amb els passadissos subterranis actualment cegats. A la coronació del mur perimetral s'aprecien els buits destinats al muntatge de la xarxa de protecció (part inferior dreta de la foto)

La forma de l'amfiteatre és particular i no segueix l'esquema clàssic en el·lipse dels amfiteatres romans, sinó que està constituït per dos semicercles units per dos trams curts rectilinis. Té una longitud total exterior de 121 metres en el seu eix major i de 111 metres en el menor, amb una arena interior de 57,2 metres per 47,3 metres. Aquesta planta, equivalent a dos teatres units pels seus fronts, és inusual en el món romà. Jean-Claude Golvin, arqueòleg i arquitecte especialitzat en amfiteatres, suggereix la hipòtesi d'un edifici adaptat a un nou tipus d'espectacle creat per Neró, on se celebrarien concursos musicals i competicions d'atletisme i eqüestres, a més de les clàssiques lluites de gladiadors. Els extrems en forma de semicercle oferirien una millor acústica per als espectacles musicals, fenomen ja conegut pels arquitectes romans. L'amfiteatre de fusta construït a principis del regnat de Neró al Camp de Mart de Roma hauria pogut seguir un esquema similar, però no queda cap resta que en faci testimoni després del gran incendi de l'any 64. El programa d'espectacles instaurats per Neró va desaparèixer després de la seva mort. Aquesta hipòtesi explicaria aquesta forma singular, única en aquest tipus d'edificis.

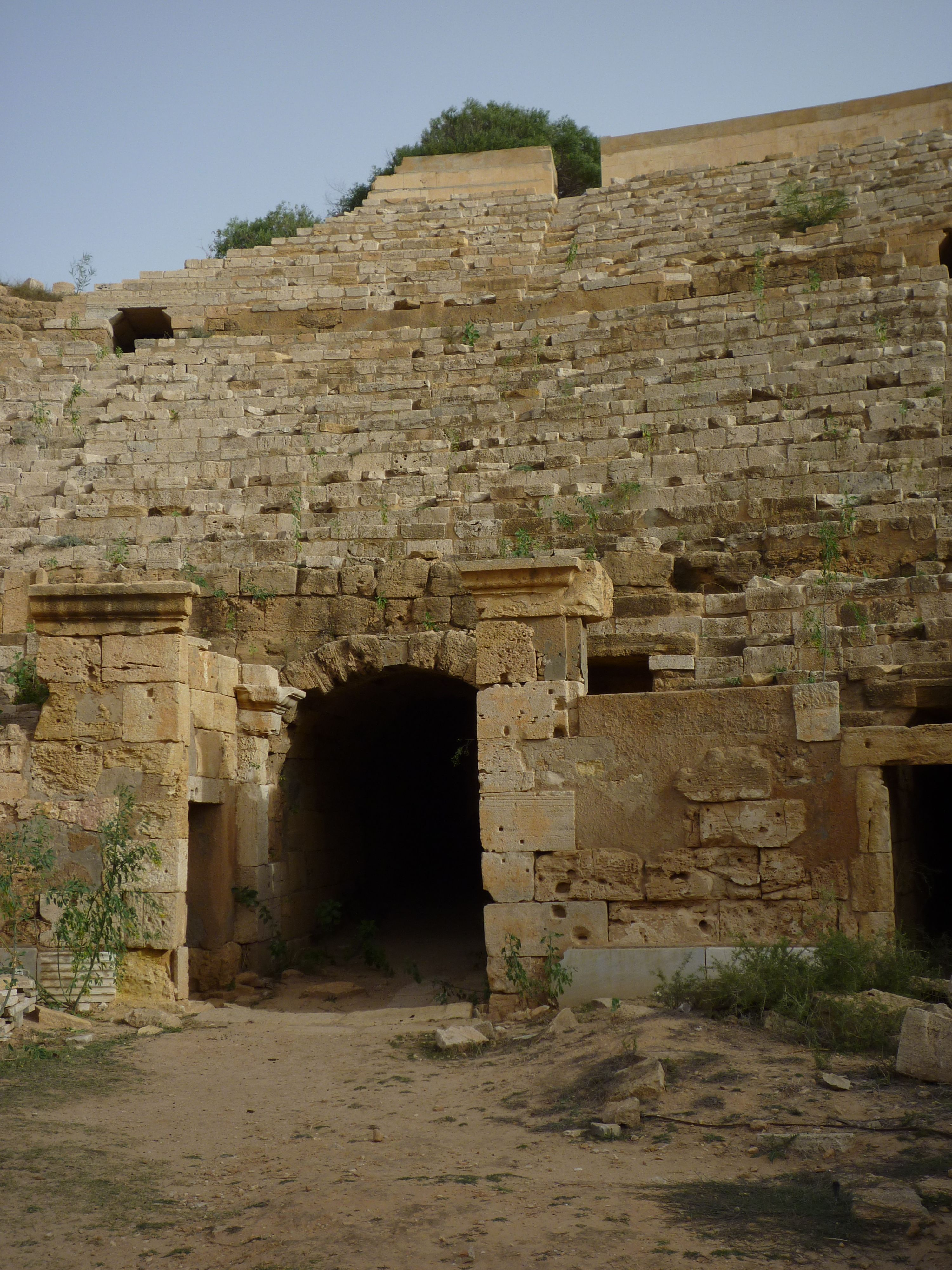
Entrada a l'arena

Els espectadors entraven a l'amfiteatre per unes trinxeres d'accés excavades al pujol, de les quals la principal estava flanquejada per monumentals columnes jòniques. Les graderies estaven comunicades mitjançant galeries interiors en forma d'anell.
La capacitat de l'amfiteatre era d'uns 12.000 a 16.000 seients. La graderia estava dividida en tres nivells. L'inferior tenia tres graderies, a les quals s'accedia per un passadís que se situava darrere del tercer graó i que tenia vuit portes d'entrada. Aquesta zona estava reservada a les personalitats importants i tenia dues tribunes d'honor, situades als extrems de l'eix menor, una enfront de l'altra. Al nord es disposava la llotja de l'organitzador dels jocs (editoris tribunal), i al costat sud la llotja imperial (pulvinar), de cara a la brisa del mar. Aquests dos llocs centrals eren els que tenien una major acústica i proporcionaven les millors vistes. Les tribunes estaven envoltades pels seients reservats a les autoritats, indicats amb inscripcions. Les grades del mig i superior tenien onze graderies cadascuna i estaven separades per un mur que vorejava el passadís d'accés.

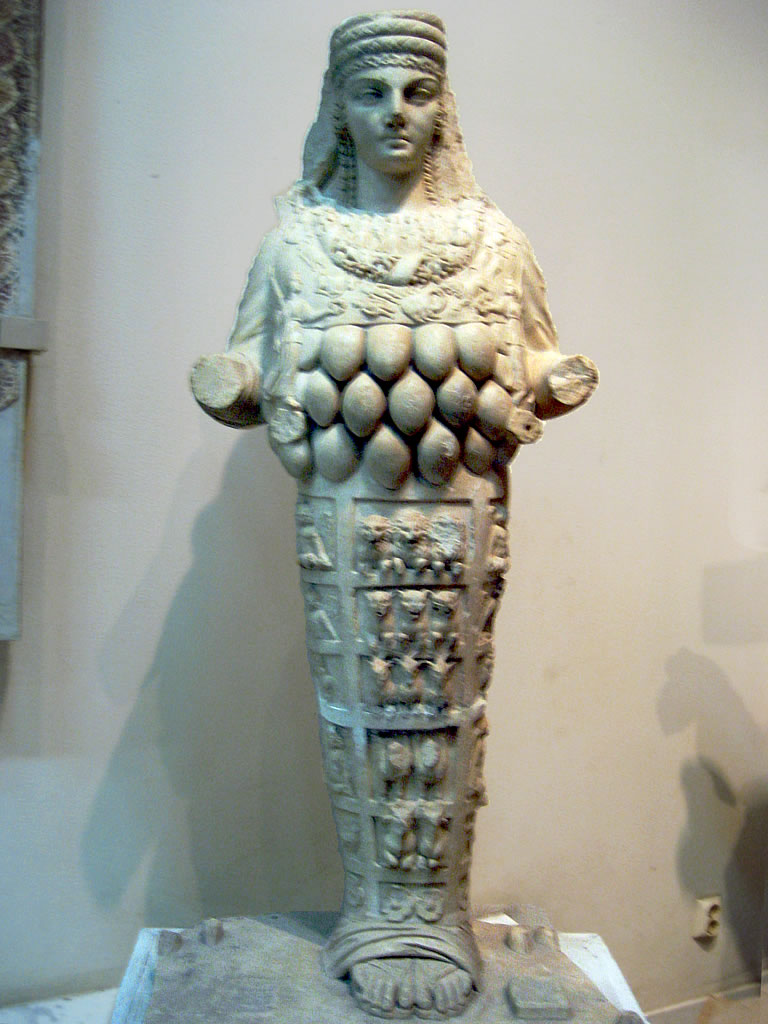
Estàtua d'Àrtemis d'Efes trobada l'any 1912 prop de l'amfiteatre (Museu Nacional, Trípoli)

El soterrani de l'arena estava format per passadissos subterranis, paral·lels als eixos major i menor, i per trapes, connectades mitjançant murs al nivell del sòl. El 2011 aquest soterrani encara no havia estat excavat. Un mur de 2,85 metres d'altura envoltava l'arena. En la seva coronació es disposaven unes pedres blanques, separades cada 2,40 metres i perforades. La seva funció era la de subjectar uns pals, entre els quals s'estenia una xarxa que protegia els espectadors d'eventuals salts dels animals. Els gladiadors accedien a l'arena per dues grans entrades amb arcs als extrems de l'eix major, mentre que les feres eren dirigides des d'altres deu obertures més petites, connectades entre si per una galeria de servei.
La troballa de nombroses dovelles al cim del turó i a la part superior de la graderia indicaria que l'amfiteatre hauria estat envoltat per una columnata d'arcades, l'única part arquitectònica del cim del turó visible des de lluny. La columnata tenia un petit temple al costat sud de l'eix menor. Aquest edifici podria haver estat dedicat a Nèmesi, dea tutelar dels amfiteatres; el seu l'altar de pedra va ser traslladat fins a la sorra, lloc on es troba actualment. També podria haver albergat l'estàtua que representava l'Àrtemis d'Efes, trobada a la zona de l'amfiteatre, tret que l'escultura fos només un element de decoració de la columnata.